# Flèche d'Arabat
La flèche d'Arabat (en ukrainien : Арабатська стрілка, Arabats'ka strilka, en russe : Арабатская стрелка, Arabatskaïa strelka, en tatar de Crimée : Arabat beli) est un cordon littoral, bande de terre reliant la ville de Henitchesk sur la partie continentale de l'Ukraine à la péninsule de Kertch en Crimée. La flèche sépare la mer d'Azov et le Syvach, ou mer Putride, une mer intérieure peu profonde et très salée.
La flèche mesure 110 km de long pour une largeur variant de 270 m à 8 km.

### Sources
- Grande Encyclopédie soviétique
- (ru) Site sur la mer d'Azov Арабатская стрелка